# Andreas Neumeister

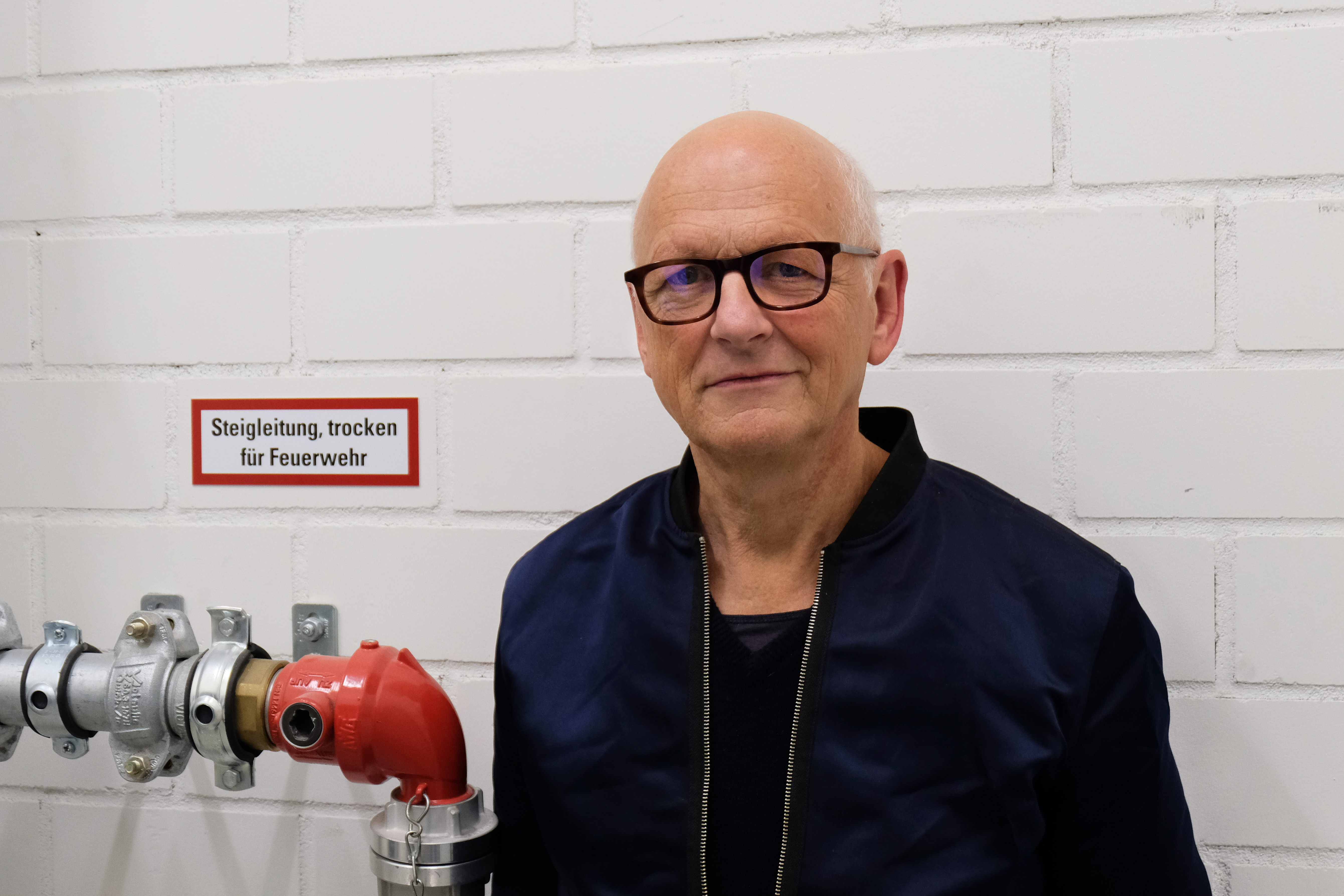
Andreas Neumeister (2022)

Andreas Neumeister (* 16. September 1959 in Starnberg) ist ein deutscher Schriftsteller.

## Leben
Neumeister studierte nach dem Abitur Ethnologie an der Universität München. Er lebt heute in München. Neben seiner schriftstellerischen Tätigkeit betreibt er mit Christos Davidopoulos den mobilen Club „Medley“.
Der Autor Andreas Neumeister gilt als Vertreter einer Spielart der Popliteratur, die formal in der Nachfolge von Autoren wie Rolf Dieter Brinkmann steht, allerdings auch neuere Entwicklungen wie die Rap Poetry verarbeitet. In seinen collagenhaften Texten zeichnet Neumeister ein Bild der deutschen Gegenwartsrealität; breiten Raum nimmt im Werk des passionierten Musikkonsumenten Neumeister auch die Medienrezeption ein. Sein zuletzt erschienenes Werk Könnte Köln sein untersucht den Zusammenhang von Architektur, Politik und Geschichte und beschreibt Metropolen wie Berlin, Rom, Paris, New York oder Moskau.
Andreas Neumeister erhielt 1993 den Förderpreis zum Alfred-Döblin-Preis sowie 1996 den Bayerischen Förderpreis für Literatur. 1999 wurde ihm ein Literaturstipendium in der Villa Massimo in Rom zuerkannt.

## Werke
- Äpfel vom Baum im Kies, Frankfurt am Main 1988
- Salz im Blut, Frankfurt am Main 1990
- Ausdeutschen, Frankfurt am Main 1994
- Gut laut, Frankfurt am Main 1998
- Angela Davis löscht ihre Website, Frankfurt am Main 2002
- Könnte Köln sein. Städte. Baustellen. Roman, Frankfurt am Main 2008

## Hörspiele
- ... und die Sirenen heulten lichterloh, BR 1992
- Prima Leben Und Sparen, BR 1998 zusammen mit 'Dolores' (d. i. Ronald und Robert Lippok)
- Angela Davis löscht ihre Website, BR 2004
- MYA – über die Zukunft des Kapitalismus war alles bekannt, BR 2010

## Herausgeberschaft
- Poetry! Slam!, Reinbek bei Hamburg 1996 (zusammen mit Marcel Hartges)

## Ausstellungskataloge und Künstlerbücher
- Andreas Neumeister, In dubio pro disco, Roma 1999
- Aylin Langreuter: Function Follows Fairytale, mit Texten von Andreas Neumeister, Blumenbar Verlag, Munich, 2010, ISBN 978-3-936738-73-5
- Eagle Rock Playground House (mit Andreas Fogarasi und Sasha Pirker), Spector Books, Leipzig 2011, ISBN 978-3-940064-25-7